# Đắc Sơn
Đắc Sơn là một phường thuộc thành phố Phổ Yên, tỉnh Thái Nguyên, Việt Nam.

## Địa lý
Phường Đắc Sơn nằm gần trung tâm thành phố Phổ Yên, cách trung tâm thành phố 3 km về phía tây, có vị trí địa lý:
- Phía đông giáp các phường Ba Hàng, Hồng Tiến, Nam Tiến
- Phía tây giáp xã Minh Đức
- Phía nam giáp xã Vạn Phái
- Phía bắc giáp thành phố Sông Công.

Phường Đắc Sơn có diện tích 14,36 km², dân số năm 2021 là 11.198 người, mật độ dân số đạt 779 người/km².
Trên địa bàn phường có tuyến đường tỉnh 261 nối từ huyện Phú Bình tới huyện Đại Từ đi qua.

## Lịch sử
Sau năm 1975, Đắc Sơn là một xã thuộc huyện Phổ Yên.
Ngày 15 tháng 5 năm 2015, thành lập thị xã Phổ Yên trên cơ sở toàn bộ diện tích và dân số của huyện Phổ Yên, xã Đắc Sơn thuộc thị xã Phổ Yên.
Đến năm 2019, xã Đắc Sơn được chia thành 23 xóm: Ba Xã, Bến 1, Bến 2, Chiềng, Chùa 1, Chùa 2, Chùa 3, Cây Xanh, Dương, Đài 1, Đài 2, Đầm 1, Đầm 2, Đấp 1, Đấp 2, Đấp 3, Nga Sơn, Tuần, Thống Hạ, Ruộng, Hưng Thịnh, Tân Trung, Tân Lập.
Ngày 11 tháng 12 năm 2019, sáp nhập xóm Chùa 3 vào xóm Chùa 2 và sáp nhập xóm Nga Sơn vào xóm Thống Hạ.
Ngày 15 tháng 2 năm 2022, Ủy ban Thường vụ Quốc hội ban hành Nghị quyết số 469/NQ-UBTVQH15 về việc thành lập các phường thuộc thị xã Phổ Yên và thành lập thành phố Phổ Yên, tỉnh Thái Nguyên (nghị quyết có hiệu lực từ ngày 10 tháng 4 năm 2022). Theo đó, thành lập phường Đắc Sơn trên cơ sở toàn bộ 14,36 km² diện tích tự nhiên và 11.198 người của xã Đắc Sơn.

## Hành chính
Phường Đắc Sơn được chia thành 21 khu dân cư: Ba Xã, Bến 1, Bến 2, Cây Xanh, Chiềng, Chùa 1, Chùa 2, Dương, Đài 1, Đài 2, Đầm 1, Đầm 2, Đấp 1, Đấp 2, Đấp 3, Hưng Thịnh, Ruộng, Tân Lập, Tân Trung, Thống Hạ, Tuần.

## Di tích
Đền Lục Giáp còn được gọi là Miếu Vật, nằm bên bờ tả ngạn sông Công, thuộc phường Đắc Sơn, thành phố Phổ Yên, cách trung tâm thành phố 4 km về phía tây và cách trung tâm thành phố Thái Nguyên khoảng 35 km về phía nam.
Đền thờ các danh nhân người Thái Nguyên như Dương Tự Minh – thủ lĩnh phủ Phú Lương thời nhà Lý, Lưu Nhân Chú – danh tướng của cuộc khởi nghĩa Lam Sơn do Lê Lợi lãnh đạo, Đỗ Cận – danh sĩ thời vua Lê Thánh Tông. Hậu cung đền Lục Giáp còn bộ cánh cửa gỗ được chạm khắc nổi tinh xảo đề tài long, ly, quy, phượng, mang đậm nét kiến trúc thời nhà Lê.